# Drastic Measures
Drastic Measures es el noveno álbum de estudio de la banda estadounidense de rock progresivo Kansas y fue publicado en 1983 por CBS Associated Records. Fue relanzado en 1996 y 2011 en formato de disco compacto en los Estados Unidos por Legacy/Epic Records. En el Reino Unido fue republicado por la discográfica Rock Candy Records en 2011.
Después de Vinyl Confessions, las cosas cambiaron drásticamente. Robby Steinhardt abandonó la banda después de la gira de Vinyl Confessions de 1982 debido a que estaba harto de la temática cristiana que tomó Kansas, mismo motivo por el que Steve Walsh dejó el grupo un año antes.  Al terminar de grabar Drastic Measures, la banda se desintegró en 1984 y cada uno de sus miembros se dedicaron a otros proyectos: Kerry Livgren y Dave Hope formaron AD y John Elefante se convirtió en productor de varios grupos de rock cristiano como Petra.
Drastic Measures se posicionó en el lugar 41.º del Billboard 200, mientras que el sencillo «Fight Fire with Fire» se ubicó en los 3.º y 58.º lugares del Mainstream Rock Tracks y Billboard Hot 100, convirtiéndose en la canción de la banda que alcanza la mejor posición en la primera lista antes mencionada.   También el tema «Everybody's My Friend» consiguió entrar en el Mainstream Rock, logrando la 34.º posición.

## Lista de canciones
| Lado A |                         |                               |          |  |
| N.º    | Título                  | Escritor(es)                  | Duración |  |
| 1.     | «Fight Fire with Fire»  | John Elefante / Dino Elefante | 3:40     |  |
| 2.     | «Everybody's My Friend» | J. Elefante / D. Elefante     | 4:09     |  |
| 3.     | «Mainstream»            | Kerry Livgren                 | 6:36     |  |
| 4.     | «Andi»                  | Kerry Livgren                 | 4:15     |  |

| Lado B |                             |                           |          |  |
| N.º    | Título                      | Escritor(es)              | Duración |  |
| 5.     | «Going Through the Motions» | J. Elefante / D. Elefante | 5:43     |  |
| 6.     | «Get Rich»                  | J. Elefante / D. Elefante | 3:43     |  |
| 7.     | «Don't Take Your Love Away» | J. Elefante / D. Elefante | 3:44     |  |
| 8.     | «End of the Age»            | Kerry Livgren             | 4:33     |  |
| 9.     | «Incident on a Bridge»      | Kerry Livgren             | 5:37     |  |

## Créditos

### Kansas
- John Elefante — voz principal y teclados.
- Kerry Livgren — guitarra y teclados.
- Rich Williams — guitarra.
- Dave Hope — bajo.
- Phil Ehart — batería.

### Personal adicional
- Terry Brock — coros.
- David Pack — coros.
- Kyle Henderson — coros.

### Producción
- Kansas — productor.
- Neil Kernon — productor e ingeniero de sonido.

## Listas
| Año  | País           | Sencillo                | Lista                  | Posición máxima |
| ---- | -------------- | ----------------------- | ---------------------- | --------------- |
| 1983 | Estados Unidos | «Fight Fire with Fire»  | Mainstream Rock Tracks | 3.º             |
| 1983 | Estados Unidos | «Fight Fire with Fire»  | Billboard Hot 100      | 58.º            |
| 1983 | Estados Unidos | «Everybody's My Friend» | Mainstream Rock Tracks | 34.º            |